# Richview (Illinois)
Pour les articles homonymes, voir Richview.
Richview est un village situé à l'est du comté de Washington dans l'Illinois, aux États-Unis,. Il est incorporé le 28 juillet 1873.

## Démographie
Lors du recensement de 2010, le village comptait une population de 253 habitants. Elle est estimée, en 2016, à 238 habitants.

### Source de la traduction
- (en) Cet article est partiellement ou en totalité issu de l’article de Wikipédia en anglais intitulé « Richview, Illinois » (voir la liste des auteurs).